# Jadwiga Sambor
Jadwiga Sambor (ur. 24 września 1930 w Skałacie, zm. 12 listopada 2014) – polska filolożka, językoznawczyni.

## Życiorys
Studiowała w Wyższej Szkole Ekonomicznej w Krakowie (1949–1952), Szkole Głównej Planowania i Statystyki (1952–1954). Na tej ostatniej uczelni w latach 1954–1961 pracowała – w Katedrze Statystyki Matematycznej, w tym samym czasie była aktywnym uczestnikiem Duszpasterstwa Akademickiego przy Kościele św. Anny w Warszawie (prowadziła tam chór).
W roku 1964 ukończyła studia z polonistyki na Uniwersytecie Warszawskim, po studiach podjęła pracę w Katedrze Językoznawstwa Ogólnego UW, w 1967 obroniła pracę doktorską, w 1976 otrzymała stopień doktora habilitowanego, w 1988 tytuł profesorski, przez wiele lat była kierownikiem macierzystej katedry (od 1994 działającej pod nazwą Katedra Językoznawstwa Ogólnego i Bałtystyki).
Była członkinią Polskiego Towarzystwa Językoznawczego, od 1989 członkinią korespondentką Towarzystwa Naukowego Warszawskiego, a w latach 1978–1992 członkiem komitetu redakcyjnego pisma Quantitative Linguistics.
W swoich badaniach zajmowała się statystycznymi prawami językowymi, zastosowaniem metod statystycznych w badaniach filologicznych i językoznawczych, uczestniczyła w opracowaniu słownika frekwencyjnego języka polskiego.
W 1977 była sygnatariuszem tzw. Listu 175, w sprawie powołania komisji poselskiej ds. zbadania i publicznego ujawnienia wypadków łamania prawa przez organa władzy w związku z wydarzeniami Czerwca 1976.

## Publikacje
- Badania statystyczne nad słownictwem. Na materiale „Pana Tadeusza” (1969)
- Słowa i liczby. Zagadnienia językoznawstwa statystycznego (1972)
- Słownictwo współczesnego języka polskiego. Listy frekwencyjne. Tom I–V (1974–1977) – z Idą Kurcz, Andrzejem Lewickim i Jerzym Woronczakiem
- O słownictwie statystycznie rzadkim. Na materiale derywatów we współczesnej publicystyce polskiej  (1975)
- Językoznawstwo statystyczne dla pracowników informacji naukowej (1978)
- O języku religijnym. Zagadnienia wybrane (1988) – redaktor tomu (z Marią Karpluk)
- Statystyka dla językoznawców (1990) – z Rolfem Hammerlem
- Słownik frekwencyjny polszczyzny współczesnej (1990) – z Idą Kurcz, Andrzejem Lewickim, Krzysztofem Szafranem i Jerzym Woronczakiem
- Prace z językoznawstwa ogólnego i kontrastywnego (1991) – redakcja naukowa (z Romualdem Huszczą)
- O statystycznych prawach językowych (1993) – z Rolfem Hammerlem